# Монтальбан, Паоло
Паоло Монтальбан (англ. Paolo Montalbán; род. 21 мая 1973, Манила) — филиппино-американский актёр.

## Биография
Паоло Монтальбан родился 21 мая 1973 года в Маниле, Филиппины. Его отец Пол и мать Вивиан — химики. У Паоло есть старшая сестра — Глория Монтальбан-Хэмм. Семья Монтальбана переехала в Америку, когда ему был один год. Он жил в квартире на Манхэттене, а затем в Нью-Джерси. Паоло окончил подготовительную школу Святого Петра и курс предварительной медицинской психологии университета Рутгерса в Нью-Брансуик, Нью-Джерси.
Дебютировал на телевидении в 1997 году в фильме «Золушка». С 1998 по 1999 год играл роль Кун Лао в сериале «Смертельная битва: Завоевание». В 1998 году вошел в список «50 самых красивых людей мира» журнала «People».
Играл в Бродвейских постановках «Король и я» (1996—1998), «Тихоокеанские увертюры» (2004—2005), «Завтрак у Тиффани» (2013), «Bella: An American Tall Tale» (2017) и других.
В 2003 году Паоло в качестве певца выпустил сольный альбом на лейбле «Vicor Music».

## Фильмография
| Год       |     | Русское название                    | Оригинальное название             | Роль                 |
| --------- | --- | ----------------------------------- | --------------------------------- | -------------------- |
| 1997      | тф  | Золушка                             | Cinderella                        | принц Кристофер      |
| 1998—1999 | с   | Смертельная битва: Завоевание       | Mortal Kombat: Conquest           | Кун Лао              |
| 2001      | ф   | Американское адобо                  | American Adobo                    | Рауль                |
| 2005      | ф   | Великий рейд                        | The Great Raid                    | сержант Валера       |
| 2007      | с   | Закон и порядок: Специальный корпус | Law & Order: Special Victims Unit | Вахид                |
| 2010      | ф   | Просто Райт                         | Just Wright                       | сомелье              |
| 2010      | с   | Одна жизнь, чтобы жить              | One Life to Live                  | полицейский на Таити |
| 2012      | кор | Две недели                          | Two Weeks                         | отец                 |
| 2013      | с   | Город мечты                         | City of Dreams                    | Паоло                |
| 2015      | с   | Мадам госсекретарь                  | Madam Secretary                   | военный техник       |
| 2015      | с   | Сестра Джеки                        | Nurse Jackie                      | второй следователь   |
| 2015      | с   | Чёрный список                       | The Blacklist                     | судебный агент       |
| 2020      | ф   | Девушка, которая ушла из дома       | The Girl Who Left Home            | Тони                 |